# Anopsicus boneti
Anopsicus boneti là một loài nhện trong họ Pholcidae. Loài này được phát hiện ở México.